# Важко бути богом (фільм, 1989)
«Важко бути богом» (рос. «Трудно быть богом», нім. «Es ist nicht leicht ein Gott zu sein») — спільний радянсько-німецький фантастичний фільм німецького режисера Петера Фляйшмана, поставлений за однойменною повістю братів Стругацьких.
Поруч із Ялтою були збудовані декорації для фільму — цілий Арканар в натуральну величину.

## Сюжет
Дон Румата, землянин Антон під прикриттям на середньовічній планеті, розшукує агента землян Кирила, що зник в країні Арканар. Він зустрічає співця-втікача Цурена, той розповідає, що Сіра сторожа переслідує в Арканарі вільнодумців. Румата захищає співця від сторожі, але той тим часом тікає.
Румата прибуває на бенкет короля, де присягає йому на вірність. Магістр фанатичного Святого ордена Дон Реба викриває, що справжній Румата загинув, але той, пожартувавши, відводить підозри в самозванстві. Він розвідує, що шуканий Кирило, він же Міта, ув'язнений в столиці. Міта розповідає, що втомився просто спостерігати за людьми цієї планети та прагне допомогти їм. Реба — єдиний, хто може повалити свавільне дворянство з допомогою його Сірої сторожі і встановити кращий, справедливий лад. Тим часом Реба і його бійці починають у столиці різанину. Міта намагається зупинити дона, тоді Реба оголошує Міту ватажком заколотників і наказує вбити його.
Румата зустрічається з землянином на таємній базі. Він отримує завдання знайти місцевого вченого Будаха з умовою нікого не вбивати, а тільки спостерігати. Румата рятує від переслідувань Цурена, підкупивши міську сторожу. Після цього він розшукує отця Гаука, що винайшов друкарський верстат і копіює на ньому книгу Будаха про астрономію. Дона Окана, розпусна коханка Реби, призначає Руматі зустріч. В обмін на ніч разом вона обіцяє дати відповідь, де можливо знайти Будаха. Дон Реба дізнається про це і, погрожуючи тортурами, примушує її розповісти, що шукав Румата.
Утікши з міста, Румата натрапляє на учня Будаха, Багіра, якого звинувачують в богохульстві, але той не знає де Будах. З допомогою служниці Кіри землянин відшукує селище, де Сіра сторожа вчинила різанину. Він виявляє телескоп ученого, в який видно земний корабель на орбіті, тобто, земляни фактично вже втрутилися в розвиток місцевої цивілізації своєю присутністю. Вцілілі жителі схоплюють Румату, але Цурен переконує відпустити його. Співець розповідає про свій план підняти повстання проти Реби. Румата навчає селян тактиці, проте відмовляється брати участь у повстанні. Повернувшись, він довідується про нові звірства Сірої сторожі та що Гаука вбито.
Румата заявляє своїм колегам з корабля, що йому набридло бачити свавілля, через яке гинуть найкращі люди. Він зустрічає вільнодумного барона Пампу, який викриває, що перед ним самозванець. Проте, барон вражений його бойовими здібностями та вирішує не виказувати таємниці землянина. Гонець доповідає, що Окану вбито за шпигунство. Румата вирішує більше не стримувати себе і розповідає про це екіпажеві корабля. Кіра застає його під час спілкування та вважає Румату посланцем Бога.
Король виявляється хворий і Румата користується цим. Він заявляє, що вилікувати короля може тільки Будах. Реба приводить Будаха, та це виявляється підставна особа. Юний принц боїться за життя батька та просить Румату охороняти його. Тим часом Цурен веде повстанців на бій з Сірою сторожею і розбиває її. Земляни розуміють, що Реба повів своїх бійців на вірну смерть зумисне, адже сторожа більше не потрібна йому. Король помирає, Святий орден прямує за принцом, а барона Пампу та Румату схоплюють фанатики.
Керівник експедиції Вейланд наказує запобігти пробудженню в землян інстинктів минулого. Румату приводять до дона Реби. Той розуміє, що Румата не той, за кого себе видає, але непроста людина. Тому дон пропонує приєднатися до нього. Руматі вдається втекти та розшукати в'язницю. Звільнивши Пампу, він нарешті знаходить Будаха. Втрьох вони тікають, дорогою Пампа вирушає додому.
Будах роздумує над тим, що принесло б людям благо. Він робить висновок, що жорстокість породжує і милосердя, тож краще нічого не змінювати. Румата вирішує убезпечити Будаха та приводить його до гелікоптера, щоб передати його на корабель. На базі він отримує новини, що повстання провалилося, Цурена невдовзі стратять, а в столиці орудують фанатики. Забравши гелікоптер, він вирушає в столицю рятувати Кіру. З корабля активують самознищення апарата. Руматі вдається вчасно вистрибнути і врятувати Цурена. Співець, однак, дорікає, що Румата міг покарати дона Ребу одразу, а не зробив цього.
Фанатики схоплюють Кіру, та Пампа, що побачив гелікоптер, повертається в столицю і визволяє її, вбивши багатьох фанатиків. Земляни приймають рішення видати свою присутність і спускають корабель, що змушує фанатиків припинити бій. Реба зрубує Пампі голову, а слідом Румата вбиває його. Цурен схоплює земну зброю та береться розстрілювати своїх кривдників. Земляни розпилюють присипляючий газ і забирають Румату. Кіра, Цурен і принц отямлюються першими та спостерігають за відльотом корабля.

## В ролях
- Едвард Жентара — дон Румата Есторський/землянин Антон
- Олександр Филипенко — дон Реба, глава Святого ордена
- Анн Гот'є — Кіра, служниця дона Румати
- Кристина Кауфман — дона Окана
- Андрій Болтнєв — Будах, учений
- П'єр Клементі — король
- Х'юг Кестер — Цурен, співець і ватажок повстанців
- Михайло Глузський — отець Гаук, винахідник
- Елгуджа Бурдулі — барон Пампа
- Брігіт Доль — Анка, землянка-дослідниця
- Регімантас Адомайтіс — Вейланд, керівник експедиції землян
- Вернер Герцог — Міта, землянин під прикриттям
- Арніс Ліцитіс — дон Ріпат, землянин під прикриттям

## Нагороди
- 1990 — Sitges Festival Internacional de Cinema de Catalunya (Сіджеський Міжнародний каталонський кінофестиваль, на якому змагаються фантастичні фільми (Сіджес — містечко в Каталонії за 40 км від Барселони)) — нагороди в номінаціях найкраща звукова доріжка і найкращий кіносценарій.
- 1991 — Fantasporto — Festival Internacional de Cinema do Porto (Міжнародний кінофестиваль в місті Порто (Португалія)) — друге місце, нагорода за найкращі спецефекти і участь в номінації найкращий фільм.

## Сприйняття
Головною вимогою Стругацьких для зйомок фільму була участь радянського режисера, бажано Олексія Германа, але режисером був затверджений Фляйшман. Через його непоступливість і важкий характер Стругацькі припинили контролювати процес зйомок і, в результаті, фільм їм дуже не сподобався:
| Фляйшман зробив бойовик із філософської притчі. Вийшло убого і нудно. Оригінальний текст (рос.) Фляйшман сделал боевик из философской притчи. Получилось убого и скучно. |
| Фляйшман спробував зробити трилер замість філософської притчі, це по-перше. А по-друге, смаку в нього в зображенні «будетлян» явно не вистачило, — вийшла лажа і лобуда.[1] Оригінальний текст (рос.) Фляйшман попытался сделать триллер вместо философской притчи, это во-первых. А во-вторых, вкуса у него в изображении «будетлян» явно не хватило, — получилась лажа и лабуда. |
Хоча в іншому місці off-line інтерв'ю, на яке є посилання у вищенаведених цитатах, на питання про роботу Фляйшмана, Стругацькі відповідають: «Професійно. Глядачам фільм, видається, сподобався. Він передає дух та ідею повісті. Непогана і гра акторів. Герой створений Едвардом Зентарою нагадує героїв Крістофера Ламберта. Актори навіть зовні чимось схожі.»